# Kirchdorfi járás
A Kirchdorfi járás Ausztriában, Felső-Ausztria tartományban található. Kirchdorfi járás Welsvidéki, Linzvidéki, Steyr-Land, Liezeni és Gmundeni járásokkal határos. Lakosainak száma 57 163 fő (2021).

## A járáshoz tartozó települések
- Edlbach
- Grünburg
- Hinterstoder
- Inzersdorf im Kremstal
- Kirchdorf an der Krems
- Klaus an der Pyhrnbahn
- Kremsmünster
- Micheldorf in Oberösterreich
- Molln
- Nußbach
- Oberschlierbach
- Pettenbach
- Ried im Traunkreis
- Rosenau am Hengstpaß
- Roßleithen
- Sankt Pankraz
- Schlierbach
- Spital am Pyhrn
- Steinbach am Ziehberg
- Steinbach an der Steyr
- Vorderstoder
- Wartberg an der Krems
- Windischgarsten